# جهاني أباد (سر أسياب يوسفي)
جهاني أباد (بالفارسية: جهانی‌آباد) هي قرية تقع في إيران في قسم سر أسياب يوسفي الريفي. يقدر عدد سكانها بـ 52 نسمة بحسب إحصاء 2016.